# Pastille verte
La pastille verte était un autocollant à fixer sur le pare-brise d’un véhicule en France pour indiquer qu'il répondait à certains critères dans la lutte contre la pollution atmosphérique.

## Histoire
Son principe a été introduit dans le code de la route par un décret du 17 août 1998 puis supprimé par un décret du 20 février 2012.
Elle permettait de distinguer les véhicules polluants de ceux qui l'étaient moins, et de circuler lorsque le pic de pollution atteignait le niveau 3 de la procédure d'alerte, notamment dans les grandes villes où le nombre de voitures est plus important.
Elle était délivrée par la préfecture pour :
- les véhicules fonctionnant au gaz (GPL, GNV) ;
- les véhicules électriques ;
- les véhicules essence ou Diesel munis par construction d’un pot catalytique ou d’un système équivalent ;
  - toutes les voitures essence mises en circulation après le 31 décembre 1992,
  - toutes les voitures Diesel mises en circulation après le 1er janvier 1997,
  - toutes les camionnettes essence mises en circulation après le 1er octobre 1994,
  - toutes les camionnettes Diesel mises en circulation après le 1er octobre 1998.

Cinq ans après sa création, en août 2003, l'édition de la pastille verte a été abandonnée et les règles d'application ont été modifiées.

## Véhicules autorisés
Voici la liste des véhicules autorisés à circuler dans les zones où le seuil de pollution a été atteint, les véhicules catalysés devant respecter une circulation alternée :
- les véhicules légers peu polluants par construction : véhicules électriques, véhicules GPL ou GNV et véhicules hybrides ;
- les véhicules particuliers ayant au moins trois occupants (covoiturage) ;
- les véhicules à deux roues et assimilés (tricycles, voiturettes) ;
- les véhicules légers immatriculés à l’étranger.